# Legen Beltza
Legen Beltza est un groupe espagnol de death metal, originaire d'Azpeitia, dans le Pays basque.

## Histoire
Legen Beltza est formé en 1996, et sort immédiatement Ziztu Bizian, une démo tirée à 500 exemplaires. Après une année de concerts sur le circuit basque, ils enregistrent une autre démo, intitulée Tartalo, ce qui leur permet de signer leur premier contrat avec un label. À cette période, le groupe se composait alors du bassiste et chanteur Xanti Rodríguez, et des guitaristes Ekaitz Garmendia et Joseba Azkue. Certaines pistes de batterie ont été enregistrées par Edorta Azkune Galparsoro, d'autres par Antonio. Avec le premier, des concerts ont suivi dans toute l'Espagne. Avec le label IZ Rock, ils sortent leur premier album, intitulé Istorio Triste Bat en 2001,. Avec un tirage de 1 500 exemplaires distribués dans tout le Pays basque, ils se font un nom dans la scène heavy metal basque.
Après avoir partagé la scène avec plusieurs groupes de premier plan sur le territoire, ils décident de changer leurs paroles en anglais et d'élargir leurs horizons, en enregistrant quelques chansons destinées à être jouées dans le monde entier. Avec le soutien de Jeff Waters d'Annihilator, qui se montre intéressé par le groupe et par la production d'un nouvel album, ils obtiennent un contrat à long terme avec le label Crash Music Inc. d'Arizona, aux États-Unis, qui publiera leur premier album chanté en anglais, Insanity, en 2003. Avec cet album, ils ouvrent pour des groupes comme Napalm Death ou Exodus, se faisant un nom au niveau national et attirant l'attention de la presse internationale.
Une mauvaise promotion en Espagne les amène à rééditer Insanity avec un DVD live intitulé Total Insanity en 2005. Avec ce travail, ils tournent dans toute la péninsule et ont participé aux festivals Lorca Rock et Festimad, ouvrant pour des groupes comme Iron Maiden, Slayer ou Dream Theater. Forts de l'expérience acquise lors de cette tournée, ils décident de changer de label et de signer avec le label belge Mausoleum Records. Grâce à cet accord, ils sortent leur album, Dimension of Pain, en 2006,, qui est distribué à travers l'Europe, les États-Unis et le Canada. Ce nouvel album est très bien accueilli en Europe, en particulier en Allemagne, aux Pays-Bas et en Espagne. Il convient de mentionner le grand travail de composition des deux dernières chansons de l'album intitulées War of Wars et War of Wars II, Hope Without Hope.
Depuis la sortie de cet album, le groupe se consacre à la tournée promotionnelle Dimension of Pain, une tournée divisée en deux parties. La première étape de la tournée promotionnelle a consisté en environ 25 concerts dans toute la péninsule, en tant que tête d'affiche à plusieurs reprises lors de festivals tels que Thrash Attack (Ritmo y Compás, Madrid), Thrashcelona (Mephisto, Barcelone) et Cliff Em All (Bilborock, Bilbo). Après une pause, la deuxième partie de la tournée commence avec plusieurs concerts au niveau national, partageant la scène à plusieurs reprises avec Angelus Apatrida. Des villes comme Albacete, Séville ou Espagne (festival HMH avec Onslaught et Sutagar) ont été quelques-unes des villes choisies pour réaliser cette deuxième partie de la tournée, ainsi que le festival Bidache metal (Bidache, en France) en partageant la scène avec le groupe français et organisateur du festival, Killers. Coïncidant avec la fin de cette tournée, l'opportunité de donner deux concerts à Azpeitia et Madrid avec le groupe suédois Nightrage, (fondé par Marios Illiopoulos et le chanteur d'At the Gates, Tomas Lindberg) a été un moment spécial pour les membres de Legen Beltza, étant donné l'intérêt de ses membres pour la vague death metal suédoise.
En 2010, l'album auto-produit Need to Suffer sort.

## Style musical
Selon la biographie du groupe sur punishment18records.com, les paroles du premier album sont encore en basque, avant d'être écrites en anglais par la suite. laut.de décrit Legen Beltza comme un groupe de power et de thrash metal. Plus tard, des influences death metal s'y seraient ajoutées. Selon Sebastian Paulus de Metal Hammer, le groupe aurait combiné sur Need to Suffer des riffs de Slayer avec un chant qui rappelle celui de Kreator et des mélodies de Megadeth. Selon Walter Scheurer de metal.de dans sa critique de l'album, le groupe compte parmi les représentants les plus importants de la scène metal du Pays basque. Au cours de sa carrière, le groupe est devenu plus mélodique. Le groupe joue un thrash metal parfois agressif, comparable à celui de Megadeth ou du futur Anthrax.

## Membres

### Membres actuels
- Xanti Rodríguez — basse, chant
- Iván Hernández — batterie
- Ekaitz Garmendia —  guitare
- Joseba Azkue — guitare

### Anciens membres
- Edorta — batterie
- Antonio — batterie

## Discographie
- 1999 : Ziztu Bizian (démo)
- 2001 : Istorio Triste Bat (auto-édition)
- 2003 : Insanity (IZ Rock)
- 2005 : Total insanity (Crash Music Inc.)
- 2006 : Dimension of Pain
- 2010 : Need to Suffer